# Häggveckmal
Häggveckmal Callisto insperatella är en fjärilsart som först beskrevs av František Antonín Nickerl 1864.  Häggveckmal ingår i släktet Callisto och familjen styltmalar, Gracillariidae. Enligt Lepindex, NHM, tillhör arten istället släktet Parornix. Artens utbredningsområde är Centraleuropa och öster ut till Ukraina och Ryssland, Baltikum och norr ut i Finland samt Skandinavien utom Danmark. Enligt den finländska rödlistanär arten nära hotad, NT, i Finland. I Sverige är arten betraktad som "bofast och reproducerande" men har inte bedömts, (NE) för rödlistan. Artens livsmiljö är friska och torra lundar och lövängar. Inga underarter finns listade i Catalogue of Life.